# Tossal d'Espada
El Tossal d'Espada és una muntanya de 1.163 metres que es troba al municipi de la Sénia, a la comarca catalana del Montsià.